# Triplax flavicollis
Triplax flavicollis är en skalbaggsart som beskrevs av Lacordaire 1842. Triplax flavicollis ingår i släktet Triplax och familjen trädsvampbaggar. Inga underarter finns listade i Catalogue of Life.